# ICOR
ICOR là một chỉ số cho biết muốn có thêm một đơn vị sản lượng trong một thời kỳ nhất định cần phải bỏ ra thêm bao nhiêu đơn vị vốn đầu tư trong kỳ đó. Đây là tập hợp các chữ cái đầu của cụm từ tiếng Anh Incremental Capital - Output Ratio. Trong tiếng Việt, ICOR còn được gọi là hệ số sử dụng vốn, hay hệ số đầu tư tăng trưởng, hay tỷ lệ vốn trên sản lượng tăng thêm.

## Cách tính
ICOR được tính bằng công thức sau:
trong đó K là vốn, Y là sản lượng, t là kỳ báo cáo, t-1 là kỳ trước.
Cần lưu ý là gia tăng sản lượng có thể nhờ nhiều nhân tố chứ không phải chỉ nhờ gia tăng vốn đầu tư. Chính vì thế, việc tính ICOR thường giả định:
- Mọi nhân tố khác không thay đổi;
- Chỉ có gia tăng vốn dẫn tới gia tăng sản lượng.

Tuy công thức tính ICOR đơn giản, song việc đem so sánh kết quả tính có thể gây nhiều tranh cãi bởi một số lý do sau:
- Cách xác định vốn và sản lượng giữa những người/tổ chức tính toán có thể không thống nhất.
- Các giả định nói trên không được thỏa mãn.

## Sử dụng ICOR trong kế hoạch hóa kinh tế
ICOR giúp các nhà lập kế hoạch tăng trưởng kinh tế xác định xem để kinh tế kỳ này cứ tăng 1% so với kỳ trước thì cần tăng vốn đầu tư trong kỳ này lên bao nhiêu phần trăm so với kỳ trước. Tuy nhiên vì sự cần thiết phải thỏa mãn các giả thiết khi tính toán ICOR, người ta chỉ sử dụng hệ số này vào kế hoạch hóa kinh tế ngắn hạn (quý, nửa năm hoặc một năm).

## Sử dụng ICOR trong so sánh

### So sánh vai trò của vốn với các nhân tố tăng trưởng khác
ICOR cho biết một đồng sản lượng được tạo ra bởi bao nhiêu đồng vốn. Qua đó người ta có thể thấy được vốn đầu tư so với các nhân tố tăng trưởng khác có ý nghĩa thế nào đối với tăng trưởng sản lượng. ICOR càng cao chứng tỏ vốn đầu tư càng quan trọng. Trong khi đó, ICOR cao có thể hàm ý vai trò của các nhân tố tăng trưởng khác như công nghệ chẳng hạn đang tăng vai trò của mình đối với tăng trưởng. ICOR cao cũng đồng nghĩa với việc sử dụng vốn thiếu hiệu quả vì cần nhiều vốn để tạo ra tăng trưởng. Thông thường ICOR của một nền kinh tế có xu hướng tăng dần do quy luật hiệu suất giảm dần. Để tránh điều này phải không ngừng cải tiến kỹ thuật để tăng hiệu quả sử dụng vốn.

### So sánh hiệu quả sử dụng vốn
Một cách sử dụng ICOR để so sánh khác là so sánh hiệu quả sử dụng vốn (hay hiệu quả đầu tư) giữa các thời kỳ hoặc giữa các nền kinh tế. Hệ số ICOR cao hơn chứng tỏ thời kỳ đó hoặc nền kinh tế đó sử dụng vốn kém hiệu quả hơn. Tuy nhiên cách so sánh này thường xuyên vi phạm các giả thiết bởi vì giữa các thời kỳ dài khác nhau thì sự thay đổi công nghệ hay tỷ lệ kết hợp giữa vốn và lao động ít khi giống nhau. Điều này càng đúng với các nền kinh tế khác nhau.